# Michael Lammer
Pour les articles homonymes, voir Lammer.
Michael Lammer, né le 25 mars 1982 à Kilchberg, est un joueur de tennis suisse, professionnel de 2000 à 2015.

## Carrière
Il clôt une brillante carrière en junior en 2000, en atteignant une 7e place en simple et une 12e place en double. Il compte à son palmarès 4 titres. Il est également vice-champion d'Europe 1999, échouant face à Eric Prodon en finale, et quart de finaliste à l'Orange Bowl la même année.
En 2005, pour sa première participation à un tournoi du Grand Chelem, il atteint le tableau principal de l'US Open. Il bat au premier tour Kevin Kim en quatre sets (3-6, 6-3, 7-5, 6-4), puis s'incline face à Dominik Hrbatý (6-1, 6-1, 6-3). Il se qualifie également à Melbourne l'année suivante.
En 2010, il atteint les quarts de finale à Auckland, en étant issu des qualifications. Il profite notamment de l'abandon de Juan Carlos Ferrero au second tour.
Il compte à son palmarès 14 tournois Future dont 10 en simple, ainsi que deux tournois Challenger : Montauban en 2007 et Puebla en 2008. Il a remporté son unique tournoi ATP en double à Gstaad en 2009 avec Marco Chiudinelli.
Il est membre de l'équipe de Suisse de Coupe Davis depuis 2006, année pendant laquelle il a joué son unique simple à enjeu face à Peter Luczak. Il est régulièrement sélectionné en tant que quatrième homme ou remplaçant, jouant le plus souvent des rencontres sans enjeu. Il a aussi joué et remporté trois matchs de double. Il remporte l'édition 2014 aux côtés de Roger Federer, Stanislas Wawrinka et Marco Chiudinelli. Il a notamment contribué à l'accession de son équipe pour les quarts de finale en remportant le double face à la Serbie. Lors de l'édition 2015, il joue les 2 simples à enjeu (qu'il n'avait plus joué depuis 2007) et le double.
Le 15 mars 2015, au lendemain de son dernier match disputé en double à Indian Wells avec Federer, il annonce sa retraite du tennis professionnel.

## Palmarès

### Titre en double messieurs
| No | Date       | Nom et lieu du tournoi            | Catégorie | Dotation  | Surface      | Partenaire        | Finalistes                      | Score    |          |
| -- | ---------- | --------------------------------- | --------- | --------- | ------------ | ----------------- | ------------------------------- | -------- | -------- |
| 1  | 27-07-2009 | Allianz Suisse Open Gstaad Gstaad | ATP 250   | 398 250 $ | Terre (ext.) | Marco Chiudinelli | Jaroslav Levinský Filip Polášek | 7-5, 6-3 | Parcours |

## Parcours dans les tournois duGrand Chelem

### En simple
| Année | Open d'Australie | Open d'Australie | Internationaux de France | Internationaux de France | Wimbledon | Wimbledon | US Open        | US Open   |
| ----- | ---------------- | ---------------- | ------------------------ | ------------------------ | --------- | --------- | -------------- | --------- |
| 2005  | —                | —                | —                        | —                        | —         | —         | 2e tour (1/32) | D. Hrbatý |
| 2006  | 1er tour (1/64)  | A. Roddick       | —                        | —                        | —         | —         | —              | —         |

N.B. : à droite du résultat se trouve le nom de l'ultime adversaire.

## Parcours dans lesMasters 1000

### En simple
| Année | Indian Wells         | Miami | Monte-Carlo | Rome | Madrid | Canada | Cincinnati | Shanghai | Paris |
| ----- | -------------------- | ----- | ----------- | ---- | ------ | ------ | ---------- | -------- | ----- |
| 2009  | 1er tour Lu Yen-hsun | —     | —           | —    | —      | —      | —          | —        | —     |

N.B. : sous le résultat se trouve le nom de l’ultime adversaire.